# Nakajima J5N
Nakajima J5N là một mẫu máy bay tiêm kích đánh chặn của Nhật Bản trong thập niên 1940.

## Biến thể
- J5N1:

## Tính năng kỹ chiến thuật (J5N1)
Dữ liệu lấy từ 
Đặc tính tổng quan
- Kíp lái: 1
- Chiều dài: 11,46 m (37 ft 7 in)
- Sải cánh: 14,4 m (47 ft 3 in)
- Chiều cao: 2,38 m (7 ft 10 in)
- Trọng lượng có tải: 7.300 kg (16.094 lb)
- Động cơ: 2 × Nakajima Homare 21 kiểu động cơ piston 18 xy-lanh bố trí tròn, làm mát bằng không khí, 1.480 kW (1.990 hp)  mỗi chiếc

Hiệu suất bay
- Vận tốc cực đại: 596 km/h; 371 mph (322 kn) achieved

(666,7 km/h (360 kn) trên độ cao 6,000 m (20 ft) specification)
- Vận tốc lên cao: 15 m/s (3.000 ft/min)
- Tải trên cánh: 230 kg/m2 (47 lb/foot vuông)
- Công suất/khối lượng: 0,40 kW/kg (0,24 hp/lb)

Vũ khí trang bị

- Súng: 

  - 2 × pháo 30 mm

và
- 2 × pháo Type 99-2 20 mm

- Bom: 1 × bom 250 kg (551 lb)